# Гордиенко, Анатолий Илларионович
Анатолий Илларионович Гордиенко (18 декабря 1941, д. Локти, Нижнеомский район, Омская область — 23 октября 2021, Минск) — советский и белорусский учёный (физик), доктор технических наук (1983), профессор (1991), директор Физико-технического института НАН Беларуси (2002), академик Национальной академии наук Беларуси (2003).

## Биография
Родился 18 декабря 1941 года в деревне Локти Нижнеомского района Омской области России. Окончил физический факультет Белорусского государственного университета в 1964, после чего начал работу в Физико-техническом институте НАН Беларуси.
- с 1965 инженер, главный инженер, старший научный сотрудник, заведующий лабораторией
- с 1990 заместитель директора
- с 2002 директор Физико-технического института НАН Беларуси

Является автором около 230 научных работ, в том числе. 10 монографий и книжных изданий, 49 изобретений.

## Научная деятельность

### Области научных исследований
- теории и технологии скоростной термической обработки металлических материалов
- металлофизика быстропротекающих процессов.

### Достижения
- разработал теорию фазовых и структурных превращений в титановых сплавах для условий быстрого и сверхбыстрого нагрева
- объяснил физическую природу процессов структурной перекристаллизации, рекристаллизации и распада метастабильных фаз
- разработал концепцию формирования гетерогенных структурных состояний в сплавах при воздействии интенсивных потоков энергии.

Проведённые учёным исследования и разработки стали основой для создания и применения новых технологий и автоматизированного оборудования для поверхностного и объёмного термоупрочнения полуфабрикатов и прочих изделий из дисперсионно-твердеющих сплавов, металлических материалов, работающих в экстремальных условиях.

### Основные труды
- А. И. Гордиенко, А. А. Шипко. Структурные и фазовые превращения в титановых сплавах при быстром нагреве. — Минск: Наука и техника, 1983. — 335 с.
- А. Н. Гордиенко, М. Л. Хейфец, Б.П. Чемисов, Л. М. Кожуро, Е. Д. Эйдельман, И. А. Сенчило. Синергетические аспекты физико-химических методов обработки. — Полоцк, Минск: Физико-технический институт Национальной академии наук Беларуси; Полоцкий государственный университет, 2000. — 171 с. — ISBN 985-418-061-1.
- А. В. Алифанов, А. И. Гордиенко, А. Г. Ульяшин. Высокоэнергетическая обработка функциональных и конструкционных материалов. — Минск: Белорусская наука, 2005. — 214 с. — ISBN 985-08-0686-9.
- В. Н. Алехнович, А. И. Гордиенко, А. В. Алифанов, И. Л. Поболь. Электронно-лучевая обработка материалов. — Минск: Белорусская наука, 2006. — 318 с.
- А. И. Гордиенко, П. С. Гурченко, А. И. Михлюк, И. И. Вегера. Обработка изделий машиностроения с применением индукционного нагрева. — Минск: Белорусская наука, 2009. — 287 с. — ISBN 978-985-08-1054-0.

## Награды
- Государственная премия БССР (1988): создание технологии и оборудования для получения броневых гетерогенных материалов для средств индивидуальной защиты
- Премия Сибирского отделения РАН и НАН Беларуси имени академика В. И. Каптюга (2006): «Теоретическое и экспериментальное исследование, разработка технологий модификации материалов и получения соединений с использованием концентрированных потоков энергии»
- Премия академий наук Украины, Беларуси, Молдовы (2001): "Изучение механизма и кинетики фазовых и структурных превращений в неравновесных условиях и разработка перспективных технологий упрочнения сталей и сплавов

## Память
- 21 декабря 2022 года на здании Физико-технического института НАН Беларуси открыта мемориальная доска в честь академика НАН Беларуси Анатолия Илларионовича Гордиенко[1]